# Hrvatska seljačka stranka
Hrvatska seljačka stranka (HSS) je hrvatska socijalno-liberalna politička stranka lijevoga centra. Jedna je od najstarijih hrvatskih stranaka. Osnovana je 1904. godine pod imenom Hrvatska pučka seljačka stranka. 1920. godine mijenja ime u Hrvatska republikanska seljačka stranka, a 1925. godine u današnje. Osnovali su je braća Stjepan i Antun Radić. Trenutačni predsjednik stranke je Krešo Beljak.

## Uvod
Hrvatska seljačka stranka povijesno spada među najznačajnije hrvatske političke stranke zahvaljujući svom utjecaju među Hrvatima u Austro-Ugarskoj, Kraljevini/Kraljevstvu Srba, Hrvata i Slovenaca odnosno Kraljevini Jugoslaviji. Zalagala se na opću demokratizaciju hrvatskog društva i rješavanje hrvatskog nacionalnog pitanja. Po svojim načelima bila je progresivna narodna odnosno pučka stranka koja je smatrala hrvatsko seljaštvo, tada ogromnu većinu u hrvatskom društvu, temeljem hrvatskog naroda. Program stranke iz 1904. godine je u cijelosti ponovno objavljen 2015. godine i dostupan je na poveznici. Bila je najprihvaćenija politička stranka među Hrvatima u prvoj polovici 20. stoljeća. HSS je preko svojih organizacija (Hrvatsko srce, Seljačka sloga) odigrao veliku ulogu u emancipaciji žena. Te organizacije bile su osnivane radi "unaprjeđenja žene i socijalno i kulturno", a i radi toga da bi se "kod naših žena probudilo svijest ravnopravnosti žene s muškarcem" i radi "propagiranja ženskog prava glasa". U Austro-Ugarskoj je prihvatila ideje austroslavizma, zalažući se za federalizaciju Monarhije na četiri federalne jedinice - njemačku, mađarsku, čehoslovačku i hrvatsku, odnosno južnoslavensku.
Raspadom Austro-Ugarske nakon Prvoga svjetskog rata prihvaća ideju o ujedinjenju Južnih Slavena u jednu južnoslavensku državu. Međutim, unutar te države zalaže se za njezino uređenje na federalnom načelu, te zbog toga dolazi u sukob s predstavnicima unitarizma, pretežito srpskim političkim snagama. Unatoč kritikama njezinog unutarnjeg uređenja, HSS je prihvatio novu Kraljevinu Srba, Hrvata i Slovenaca i postaje vodeća hrvatska politička stranka unutar nje, zalažući se za stvaranje Hrvatske Seljačke Republike, te shodno tome mijenja ime u Hrvatsku republikansku seljačku stranku 1920. godine.
Vremenom pada u sve veći sukob s unitarističkim snagama u državi, predvođenih Narodnom radikalnom strankom, a vrhunac sukoba dogodio se atentatom u Narodnoj skupštini na čelništvo HSS-a, 20. lipnja 1928. godine, kada je radikal Puniša Račić ubio Đuru Basarička i Pavla Radića, a ranio Ivana Pernara, Ivana Granđu i Stjepana Radića, koji je iste godine i umro. Potom je jugoslavenski kralj Aleksandar I. Karađorđević uveo Šestosiječanjsku diktaturu, 1929. godine, zabranivši sve političke stranke. Kralj Aleksandar I. Karađorđević ubijen je 1934. godine u Marseillesu u atentatu koji su organizirali Ustaše u suradnji s bugarskim nacionalistima iz VMRO-a. Naslijedio ga je regent knez Pavle Karađorđević koji odobrava rad političkih stranaka, nakon čega na čelo HSS-a dolazi Vladko Maček.
Maček je u suradnji s Jugoslavenskom demokratskom strankom konačno riješio hrvatsko pitanje u Jugoslaviji sporazumom između njega i Dragiše Cvetkovića, kojim je stvorena Banovina Hrvatska na području Jugoslavije gdje su Hrvati činili većinu, te je uspostavljena koalicijska vlada koja je vodila državu do ožujskog puča 1941. godine. Povjesničari stvaranje Banovine Hrvatske smatraju pokušajem i tendencijom daljnje federalizacije Jugoslavije. Cvetković je kao predsjednik Vlade u ožujku 1941. godine potpisao Trojni pakt s nacističkom Njemačkom, no krajem mjeseca koalicijska vlada i knez Pavle oboreni su u vojnom puču kojeg je predvodio general Dušan Simović. Simovićev puč izvele su snage koje su se protivile daljnjoj federalizaciji Jugoslavije, a pod krinkom protivljenja paktu s Njemačkom.
Nacistička Njemačka je sa svojim saveznicima napala Jugoslaviju u travnju 1941. godine, te je ona ubrzo kapitulirala zbog opće neorganiziranosti vojske, a u vrijeme napada uspostavila je, zajedno s fašističkom Italijom Nezavisnu Državu Hrvatsku kojoj je na čelo došao ustaški režim predvođen Antom Pavelićem. Maček je pozvao hrvatski narod na suradnju s novim režimom a njega su Ustaše prvo kratko zatočile u Sabirnome logoru Jasenovcu i potom internirale u Kupincu. Dio HSS-a priklonio se ustaškom pokretu, a dio se priklonio Narodnooslobodilačkom pokretu kojeg je predvodila Komunistička partija na čelu s Josipom Brozom Titom. Treći dio HSS-a nastavio je djelovati u iseljeništvu. Ivan Šubašić je uz podršku Ujedinjenog Kraljevstva s Josipom Brozom Titom potpisao Viški sporazum na Visu u svibnju 1944. godine u kojem je dogovorena koalicijska vlada tzv. građanskih stranaka s komunistima i održavanju slobodnih izbora nakon rata. U suradnji s pobunjenim ustaškim ministrima, Mladenom Lorkovićem i Antom Vokićem i nekolicinom domobranskih časnika, HSS je u kolovozu 1944. godine pokušao oboriti ustaški režim i prikloniti Hrvatsku saveznicima, no urota završila je masovnim uhićenjima.
U Privremenu vladu Demokratske Federalne Jugoslavije u ožujku 1945. godine ušle su i građanske stranke, među njima i HSS. Međutim, kada su se trebali održati opći i demokratski izbori, komunisti su izbornim prijevarama preuzeli vlast i izbacili građanske stranke iz sudjelovanja u vlasti. Uskoro je zabranjeno djelovanje svih političkih stranaka izuzev Komunističke partije, pa HSS ponovno završava u inozemstvu. Nakn smrti Mačeka, stranku preuzima Juraj Krnjević koji ju je vodio do svoje smrti 1988. godine.
Nakon raspada SFR Jugoslavije i početka demokratizacije u SR Hrvatskoj, HSS je obnovio Drago Stipac, 1991. godine, koji je izabran i za predsjednika stranke. Međutim, HSS nije imao snagu koju je imao ranijih godina, a vodeća stranka bila je Hrvatska demokratska zajednica kojoj je na čelu bio dr. Franjo Tuđman. HSS je vrhunac u neovisnoj Hrvatskoj doživio na parlamentarnim izborima 2000. godine, kada je dobio 17 zastupnika od 151, a od 2008. do 2011. godine sudjelovao je u koalicijskim vladama predvođenih HDZ-om. HSS ima sestrinsku stranku u Bosni i Hercegovini istog naziva, koja ne igra značajnu ulogu u političkom životu hrvatskoga naroda u BiH.

## Povijest HSS-a

### Djelovanje u doba Austro-Ugarske (1904. – 1918.)
Vidi članak Hrvatska pučka seljačka stranka.

### Djelovanje u doba Prve Jugoslavije (1918. – 1941.)
Unatoč snažnom političkom pritisku beogradskoga režima, koji u "separatizmu" Hrvatske pučke/republikanske seljačke stranke vidi najveću opasnost za jedinstvo države, stranka je postigla izvrsne rezultate na izborima u razdoblju od 1920. do 1927. godine.
Od 1920. do 1924. godine Hrvatska seljačka stranka vodi politiku opstrukcije. Odbija sudjelovanje u radu Ustavotvorne skupštine Kraljevine SHS, a zatim odbija priznati centralistički Vidovdanski ustav koji je ta skupština donijela 28. lipnja 1921. godine i sudjelovati u daljnjem radu te iste skupštine koja djeluje kao Narodna skupština Kraljevine SHS. To se ponavlja i nakon izbora 1923. godine. Sljedeće godine međutim izabrani zastupnici Hrvatske republikanske seljačke stranke (HRSS) (njih 70, od ukupno 312) ulaze u Skupštinu.
U ožujku 1924. godine predsjednik Demokratske stranke Ljubomir Davidović, nastojeći srušiti vladu Nikole Pašića, radi na stvaranju Oporbenoga bloka sa Savezom zemljoradnika (koji osvaja znatan dio glasova Srba u Bosni i Hercegovini), Slovenskom ljudskom strankom, Jugoslavenkom muslimanskom organizacijom i Hrvatskom republikanskom seljačkom strankom. Taj je plan propao kada je potpredsjednik demokrata Svetozar Pribićević sa skupinom istomišljenika zastupnika istupio iz te stranke, osnovao Samostalnu demokratsku stranku, te potom sklopio koaliciju s Pašićevom Narodnom radikalnom strankom.
Nastojeći pridobiti bilo kakvu inozemu pomoć za rješavanje "hrvatskog pitanja", predsjednik stranke Stjepan Radić je u srpnju 1923. godine otišao u inozemstvo posjetivši London gdje je proveo neko vrijeme te potom odlazi u Beč. Nakon toga je 1924. godine posjetio i Moskvu, gdje je učlanio stranku u Seljačku internacionalu koja je bila pod komunističkim pokroviteljstvom, što tijela stranke prihvaćaju. Nakon toga se pojačavaju pritisci na HRSS, dok se hrvatski narod i hrvatska borba etiketira u ono vrijeme vrlo negativnom etiketom "komunista". Krajem godine beogradski režim na HRSS primjenjuje Obznanu i zabranjuje njezino djelovanje. Nakon povratka iz inozemstva u Zagrebu je u siječnju 1925. godine Radić uhićen i predan sudu. U takvim uvjetima, organizirani su izbori u veljači 1925. godine. Vlada je primijenila Obznanu na stranku no ipak joj je dopustila sudjelovanje izborima i postavljanje kandidatskih lista. Na izborima HRSS potvrđuje svoju snagu i postiže više glasova nego na prethodnim izborima 1923. godine. Tada međutim Stjepan Radić, koji je u zatvoru, popušta i pravi veliki zaokret: izjavljuje kako HRSS prihvaća monarhiju i odriče se republikanizma. Stranka mijenja ime, izbacujući iz naziva pridjev "republikanska". Radić je pušten iz zatvora i odlazi u koalicijsku vladu s Narodnom radikalnom strankom (nazvana i RR-vlada, po "radikali" i "Radić").
Sudjelovanje u vladi međutim nije dovelo do onih poboljšanja koje je Stjepan Radić očekivao, jer radikali i krug oko kralja Aleksandra I. Karađorđevića odbija predložene umjerene reforme. Koalicija se raspada krajem 1926. godine i HSS je ponovno u oporbi. Na izborima održanim 1927. godine Hrvatska seljačka stranka doživljava zamjetljiv pad u broju glasova, iako znatno manje u broju osvojenih mandata.
Nakon parlamentarnih izbora 1927. godine HSS sa Samostalnom demokratskom strankom Svetozara Pribićevića stvorila je Seljačko-demokratsku koaliciju.
Dok je djelovala i postojala u Bačkoj, Hrvatska seljačka stranka svojim djelovanjem uvelike je pridonijela očitovanju Bunjevaca i Šokaca kao Hrvata, u smislu da je učvrstila već postojeće nacionalno ime Hrvata među tamošnjim Hrvatima, njihovo nacionalno osvještavanje i nacionalnu integraciju bačkih Bunjevaca i Šokaca s ostatkom Hrvata, odnosno utjecala je na one koji su se kolebali oko nacionalnog izjašnjavanja da se javno izjasne kao Hrvati. Početci djelovalanja Hrvatske seljačke stranke u Bačkoj su od 1930-ih godina 20. stoljeća. Tada je stranka djelovala uglavnom na području kulture, utječući prijeko kulturnih i prosvjetnih društava a poslije se je proširila na svaki aspekt društvenog djelovanja (šport, kultura, prosvjeta, umjetnost i ini). Tek od 1935. godine uspjeli su nešto konkretno poduzeti. Sve je to bilo plodom djelovanja HSS-ovih organizacija (Seljačka sloga, Gospodarska sloga, Hrvatska športska sloga, Hrvatski radnički savez) ili organizacija koje su angažirale članstvo HSS-a ili ljude bliske HSS-u. U ono doba nejasno definiranih teritorijalnih granica, neki čelnici Hrvatske seljačke stranke su se zalagali i za pripajanje (dijelova) Bačke matici Hrvatskoj.

#### Atentat u Narodnoj skupštini
Dne 20. lipnja 1928. godine, dvorski agent i zastupnik Radikalne stranke Puniša Račić u atentatu u Narodnoj skupštini, pucnjima iz revolvera na zastupnike HSS-a, ranjava Ivana Pernara i Ivana Granđu, smrtno ranjava Stjepana Radića te usmrćuje Đuru Basarička i Pavla Radića. Ivan Granđa, seljak, zastupnik iz sela Šašinovca, sjedio je u zastupničkoj klupi pokraj Stjepana Radića i ranjen je u lijevu ruku kada je, u momentu atentata, svojim tijelom zaštitio Stjepana Radića i tako ga spasio od neposredne smrti. Stjepan Radić umro je 8. kolovoza 1928. godine, od posljedica ranjavanja.
Pet dana nakon Radićeve smrti, 13. kolovoza 1928. godine, na sastanku kluba zastupnika HSS-a, izabranih na posljednjim skupštinskim izborima 1927. godine, za novoga predsjednika stranke izabran je dr. Vladko Maček.

#### Rezultati na parlamentarnim izborima
U doba ograničenog parlamentarizma, 1920. – 1929., četiri su puta održani izbori za Narodnu skupštinu Kraljevine SHS. Na tim izborima HPSS/HRSS/HSS nastupa samostalno. Nakon razdoblja Šestosiječanjske diktature, održani su izbori 1935. i 1938. godine, na kojima HSS nastupa u okviru ujedinjene oporbe.

##### Izbori za ustavotvornu skupštinu 1920.
Na izborima za ustavotvornu skupštinu održanim 28. studenoga 1920. godine HPSS je istakla svoje liste samo na području Hrvatske i Slavonije (koja je bila podijeljena na devet izbornih jedinica). Na tim izborima prvi put imaju pravo glasa svi odrasli muškarci, dok je prije Prvoga svjetskog rata to pravo imalo tek njih oko 15 posto. Prije rata marginalna, HPSS gotovo je posve uništila konkurenciju hrvatskih građanskih stranaka. Dobiva 230.590 glasova i osvaja 50 mandata od 93, koliko je ukupno otpadalo na Hrvatsku i Slavoniju. Jugounitaristička Demokratska stranka osvojila je 19 (znatan broj glasova Hrvata), srbijanska Narodna radikalna stranka devet, komunisti sedam (u Zagrebu i drugim većim gradovima), te hrvatske građanske stranke ukupno osam mandata: Hrvatska pučka stranka tri, Hrvatska zajednica tri i Hrvatska stranka prava dva.
»»Očekivalo se da će se ona snažno afirmirati, ali da će tako reći pregaziti stare hrvatske građanske stranke – to je bilo iznenađenje. Građanske stranke raspolagale su razmjerno velikom štampom, raspolagale su i izvjesnim novčanim sredstvima; sam Radić bio je u zatvoru, u selima nije bilo vidljive agitacije, nisu se održavale nikakve velike skupštine pa ipak – njegova stranka četverostruko tuče hrvatske građanske stranke. (...) Uzroci toga uspjeha jasni su kao na dlanu. U sve vidljivijoj borbi između dviju koncepcija uređenja države stranke pomirljive politike morale su biti ekrazirane. Te koncepcije centralizma i anticentralizma narodne su mase osjećale u dnevnom životu. I one na njih reagiraju, jasno vele što neće. Seljački pokret, nauk braće Radić je pobijedio. On uskrisuje vjeru u pravicu kao lijek protiv svih zala, i narod traži nacionalnu i socijalnu pravicu. Narod prihvaća misao braće Radića da država nije nešto izvan njega, da je država narod, živi narod koji hoće biti gospodarem, koji hoće seljačku demokraciju. Dana 28. XI. 1920. u hrvatskoj politici vidljivo je dovršena velika duhovna revolucija.««
Ubrzo nakon tih izbora, HPSS mijenja ime u Hrvatska republikanska seljačka stranka (HRSS), čime još više zaoštrava sukob s vladajućim beogradskim režimom. Širi se i van područja Hrvatske i Slavonije.

##### Parlamentarni izbori 1923.
Na izborima za Narodnu skupštinu Kraljevine SHS 18. ožujka 1923. godine HRSS ističe svoje liste također i u Dalmaciji, BiH i Sloveniji. Doživljava potpuni trijumf. U Hrvatskoj i Slavoniji "pomeli" su konkurenciju: osvojili su 367.847 glasova i 52 od 68 mandata, a osim njih mandate su osvojili samo demokrati (10) i radikali (6). U Dalmaciji je također postala najjača stranka s 27.688 glasova i 7 od 15 mandata (radikali 5, lista Trumbić-Drinković 2 i demokrati 1). U BiH osvaja 68.013 glasova i 9 (od 48) mandata osvojivši veliku većinu hrvatskih glasova (muslimani glasuju za JMO a Srbi za radikale i Savez zemljoradnika), a u Sloveniji osvaja 2 mandata. Tako sa 70 osvojenih mandata (od 312) postaje druga stranka u Narodnoj skupštini. Rezultat je tim značajniji što su druge stranke, koje se opiru vladajućem režimu uz koji je vezana Narodna radikalna stranka, pod brojnim pritiscima i prevarama doživjele nazadovanje. Plebiscitarno opredjeljenje Hrvata za stranku koja se zalaže za republiku i federaciju izazvalo je uzbunu u Beogradu, pa se prvi put javno pojavljuje ideja amputacije zapadnih dijelova države u kojima postoji jak kulturni i politički otpor velikosrpskom političkom projektu.
Nakon 1923. u Dalmaciji dolazi do postupnog utapanja Saveza zemljoradnika (stranke nastale 1920. spajanjem Saveza zemljoradnika iz Srbije, Saveza težaka BiH, dalmatinske Težačke stranke i Kmetijske stranke u Sloveniji) u HRSS.

##### Parlamentarni izbori 1925.
Sljedeći izbori, 8. veljače 1925. godine, održani su u vrijeme kada je HRSS pod režimom Obznane, i njeni vođe u zatvoru. Unatoč tome HRSS povećava broj glasova u Hrvatskoj na 376.414, ali smanjuje se broj mandata: 45, a Nacionalni blok (radikali i Samostalna demokratska stranka) osvaja 23 mandata. U Dalmaciji je pak HRSS ojačala na 9 (16), Nacionalni blok 6, demokrati 1). U Sloveniji 3 mandata. U BiH 10 mandata. Ukupno 67 mandata.
Ubrzo nakon ovih izbora Stjepan Radić iz zatvora pristaje na sporazum s režimom. Stranka izbacuje pridjev "republikanska" iz svojeg imena i njeni predstavnici ulaze u vladu.

##### Parlamentarni izbori 1927.
Konačno, na izborima 11. rujna 1927. godine HSS nastupa pod imenom "Narodna seljačka stranka", pokušavajući proširiti svoj utjecaj. Međutim doživljava određeni pad u broju glasova, te manje izražen u broju mandata.
Hrvatska i Slavonija 243.389 glasova i 45 mandata (NRS 7, SDS 15, HB 2), Dalmacija 8, BiH 8 mandata. Ukupno 61. U Sloveniji Samostalna kmetijska stranka jedan i u Crnoj Gori Crnogorska federalistička stranka, na listi NSS, dobiva jedan mandat.

##### Parlamentarni izbori 1931.
Zbog izbornoga zakona koji je donesen dva mjeseca prije izbora oporbene političke stranke nisu mogle ništa poduzeti da uspiju postaviti zemaljske kandidatske liste prema zakonskim propisima. Zbog toga su HSS i oporbene političke stranke bojkotirale izbore.

##### Parlamentarni izbori 1935.
Na izborima 1935. godine HSS sudjeluje kao dio Ujedinjene opozicije koju su činile Seljačko-demokratska koalicija, Jugoslavenska muslimanska organizacija, Davidovićevo krilo Demokratske stranke i jedan dio Zemljoradničke stranke. Nositelj kandidacijske liste bio je dr. Vladko Maček. Dobili su 1.075.389 glasova (37,29%) što im je donijelo 67 zastupničkih mjesta.

##### Parlamentarni izbori 1938.
Na izborima 1938. godine HSS ponovno sudjeluje kao dio Ujedinjene opozicije koju su činile Seljačko-demokratska koalicija, Demokratska stranka (Ljubomir Davidović), Zemljoradnička stranka (Jovan Jovanović), Crnogorska federalistička stranka (Sekula Drljević), dio Narodne radikalne stranke (Aca Stanojević) te vođe bivše Jugoslavenske narodne stranke: Bogoljub Jevtić i Petar Živković ↓1. Nositelj kandidacijske liste bio je dr. Vladko Maček. Dobili su 1.364.527 glasova (44,90%) što im je po tadašnjem izbornom zakonu donijelo 67 zastupničkih mjesta, isto kao i na prošlim izborima.

### Za vrijeme Drugoga svjetskoga rata (1941. – 1945.)
Ubrzo nakon uspostave NDH, totalitarni ustaški režim zabranjuje rad HSS-a, kao i svih drugih stranaka. Među dužnosnicima stranke (a i među običnim članstvom) dolazi do raskola na tri struje: tzv. "sredinski dio" propovijeda nedjelovanje i čekanje, desno krilo aktivno surađuje s ustaškim režimom, a lijevo krilo sudjeluje u Narodnooslobodilačkom pokretu (NOP).
Od 273 "prvaka stranke" (zastupnici, zamjenici zastupnika, kandidati i senatori) njih 159 (58 %) pripada "sredinskom dijelu", 66 (24 %) je na neki način surađivalo s vlastima NDH, a 48 (18 %) s NOP-om. Iako je "sredinski dio" najbrojniji, oni zbog pasivnosti, neodlučnosti i kolebanja, a također i međusobne nesloge, postepeno gube svaki značaj. S vremenom, a osobito tijekom 1943. i 1944.. godine, sve je veći broj predratnih glasača, članova i nižih i srednjih dužnosnika stranke, uključujući i mnoge domobranske vojnike i časnike, pristupao NOP-u.
Osim toga, njemački plan za Hrvatsku predviđao je formiranje države pod vodstvom Vlatka Mačeka i HSS-a, ali on je to odbio, čime je sebe i stranku svrstao na antifašističku stranu u vrijeme kada su komunisti još kalkulirali očekujući direktive iz Moskve. Maček je svoj antifašizam dokazao gotovo tri mjeseca prije Tita. Zbog toga je cijeli rat bio interniran, a HSS zabranjen.
Vidi članak Hrvatska seljačka stranka za vrijeme Drugog svjetskog rata.

### Razdoblje komunističke Jugoslavije (1945. – 1989.)
Krajem rata, Vladko Maček, kojeg su komunisti optuživali za izdaju, zajedno s dužnosnicima i vojskom NDH odlazi u emigraciju. Uz pomoć Jurja Krnjevića organizira rad stranke u emigraciji i osnivanje ogranaka u raznim zemljama. Takvi ogranci osnivani su u Kanadi, SAD-u, Južnoj Americi, Australiji te također i u nekim europskim zemljama (Belgija, Velika Britanija, Njemačka).
U vladi Narodne fronte Hrvatske, koja je pod predsjedanjem komuniste Vladimira Bakarića formirana 14. travnja 1945. godine u Splitu, sudjeluju i predstavnici HSS-a. HSS-ovac Franjo Gaži ostaje potpredsjednikom Vlade Narodne Republike Hrvatske sve do 1953. godine. Međutim već je od 1945. godine jasno kako komunisti toleriraju sudjelovanje HSS-ovaca u vlasti samo radi pacificiranja znatnog dijela naroda koji komunistima nikako nije bio sklon - sve ako je narodu bilo očigledno da je zbog geopolitičkih okolnosti nastalih nakon Drugoga svjetskoga rata vlast komunista u Hrvatskoj i Jugoslaviji teško može biti dovedena u pitanje (slijedom dogovora u Jalti između SAD, Velike Britanije i SSSR-a u veljači 1945. godine, komunisti su čvrsto zavladali raznim drugim zemljama na potezu od Bugarske do Poljske gdje je popularnost komunista bila slaba). Viđeniji članovi HSS-a bili su izloženi policijskom nadzoru i zastrašivanju, premda su ih komunisti koristili, u nedostatku vlastitih izobraženih kadrova sposobnih za upravljanje državnim ustanovama i gospodarstvom.
Sam predvodnik HSS-ovaca u ZAVNOH-u Božidar Magovac najprije je u istražnom zatvoru, a potom i na robiji od 1947. do 1953. godine; njegov "zločin" bio je što se zalagao za višestranačje i demokraciju.
Približno s 1952. godinom, osjećaju se komunisti dovoljno sigurnima da već marginalizirane HSS-ovce posve isključe iz rukovođenja zemljom.
Da je HSS-ova ideja ostala u narodu prisutnom vidimo iz činjenice kako je u razdoblju najčvršće komunističke vladavine, 1955. godine, na pokop bivšega bana Banovine Hrvatske Ivana Šubašića došlo oko 10.000 ljudi (za koji je javnost bila obaviještena jedino osmrtnicom udovice Vlaste Šubašić).
Najveću aktivnost u inozemstvu HSS razvio je u Kanadi. Nakon Mačekove smrti, 1964. godine, Krnjević postaje predsjednikom stranke i ostaje na tom položaju do svoje smrti 1988. godine.
Godine 1980. izabran je Središnji odbor HSS-a u emigraciji. Nakon smrti dra Jurja krnjevića dr. Josip Mirko Torbar preuzima predsjedanje Središnjim odborom.
Potkraj 1980-ih predsjednik HSS-a za Kanadu bio je Ivan Koren, glavni tajnik HSS-a za Australiju Stjepan Krstin, predsjednik HSS-a za Australiju bio je Antun Babić (koji je poslije bio savjetnik predsjednika Tuđmana za medije, prvi glasnogovornik Ministarstva vanjskih poslova RH i generalni konzul u Melbourneu, bivši urednik novina Hrvatska sloboda u Sydneyu).

## Djelovanje u Republici Hrvatskoj (od 1989.)
Godine 1989., u okviru snažnog pokreta za pluralizam i demokraciju u Hrvatskoj, javljaju se dvije skupine starih članova HSS-a, koje uz nekoliko mlađih ljudi rade na obnovi stranke u domovini. Jedna skupina organizira 20. studenoga 1989. godine obnoviteljsku/osnivačku skupštinu. Za predsjednika je izabran dr. Nikola Novaković, za prvog potpredsjednika Ivan Zvonimir Čičak, za drugog Tomislav Jugović. Stranka biva legalizirana u veljači 1990. godine, zajedno s drugim novoosnovanim strankama (HSLS, HDZ i inima).
Između Novakovića i Čička ubrzo dolazi do sukoba. 24. ožujka 1990. godine Skupština HSS-a osuđuje odluku Novakovića o pristupanju Koaliciji narodnog sporazuma, te ga smjenjuje i za predsjednika izabire Čička. Novakovićevi pristaše odriču legitimnost te skupštine, pa se tako na prvim slobodnim izborima u travnju i svibnju 1990. godine pojavljuju dvije skupine koje nose isto ime. Čičkov HSS sudjeluje u koaliciji s HDZ-om; ne osvajaju nijedan mandat, dok Novakovićev HSS osvaja tri mandata.
Javlja se još nekoliko frakcijskih skupina. Osim simboličkog prava na "radićevsku tradiciju" (na koju se, kao jednu od tri sastavnice svojeg programa, poziva i HDZ) i liderskih sukoba, "u igri" je i potencijalno pravo na naslijeđe velike imovine koja je bila u vlasništvu starog HSS-a i konfiscirana prvo za ustaškog, a zatim i za komunističkog režima. Zagovornici ujedinjenja, u suradnji sa Središnjim odborom u Bruxellesu, osnivaju 9. prosinca 1990. godine stranku pod nazivom "HSS braće Radić". Ponajviše zahvaljujući Dragi Stipcu, dolazi do sporazuma i 25. svibnja 1991. održana je ujediniteljska skupština, gdje se sve frakcije (uključujući i vodstvo u emigraciji) ujedinjuju pa je "uz prijenos legitimiteta stranke sa Središnjeg odbora HSS-a iz Bruxellesa, HSS nastavio političko djelovanje kao jedinstvena formacija". Za predsjednika je izabran Drago Stipac.
Obnovljene su organizacije HSS-a Seljačka sloga (1991.) i Gospodarska sloga (1992.). Godine 1999. obnovljen je rad predratnih organizacija Hrvatski radnički savez i organizacije žena Hrvatsko srce, te je osnovan Hrvatski seljački savez.
Krajem 1994. godine Drago Stipac zbog teške bolesti podnosi ostavku. Za predsjednika je izabran Zlatko Tomčić.
Dne 16. listopada 2002. godine HSS je primljen u članstvo Europske pučke stranke sa statusom promatrača.
Nakon neuspjeha na parlamentarnim izborima 2003. godine, predsjednik Zlatko Tomčić uspio je izolirati nezadovoljnike. Kada se međutim trend opadanja nastavio na lokalnim izborima 2005. godine, dolazi do smjenjivanja Tomčića. Novi predsjednik postaje Josip Friščić.
Nakon potpisivanja koalicije s HDZ-om na državnoj razini i ulaska HSS-a u Vladu pojavili su se problemi oko toga hoće li HSS-ovo biračko tijelo podržati savez s HDZ-om. Nakon lokalnih izbora 2009. godine HSS je osvojio manji broj župana nego prije pa su se u javnosti pojavili znakovi kako unutar HSS-a raste nezadovoljstvo načinom vođenja politike HSS-a. Kod formiranja nove Vlade na čelu s Jadrankom Kosor određeni broj članova predsjedništva HSS-a usprotivio se stranačkom predsjedniku te su tražili da HSS ne odustane od ministra poljoprivrede. Ti sukobi su rezultirali suspenzijom potpredsjednice stranke i predsjednice Kluba zastupnika HSS-a u Saboru Marijane Petir koja je kasnije i smijenjena s mjesta predsjednice Kluba zastupnika, a odlukom časnog suda bila je opomenuta. Nakon tih otvorenih sukoba počele su ozbiljne rasprave u javnosti i medijskim krugovima o mogućoj promjeni stranačkog vodstva kao i o frakcijama u HSS-u.
Nakon povijesno loših izbornih rezultata na Parlamentarnim izborima 2011. godine kada stranka osvaja samo 1 mandat raste nezadovoljstvo položajem i stanjem stranke te predsjedništvo saziva glavnu izbornu skupštinu za 28. siječnja 2012. godine na kojoj se biralo novo stranačko vodstvo. Dne 12. prosinca 2011. godine pokrenut je kandidacijski postupak koji je trajao do 9. siječnja 2012. godine. Dotadašnji predsjednik stranke Josip Friščić je najavio svoje povlačenje s čela stranke kao i dotadašnji dopredsjednik i ministar Božidar Pankretić. Oba ministra u Vladi Jadranke Kosor nisu uspjela prijeći prag od 5% u svojim izbornim jedinicama.

## Izborni rezultati
Na prvim slobodnim izborima 1990. godine HSS je podijeljen na dvije frakcije.
Jedna, na čelu s Ivanom Zvonimirom Čičkom nastupa u koaliciji s HDZ-om i ne osvaja nijedan mandat. Dogovor je bio da se u prvom krugu ide nezavisno, a u drugom se povlače oni koji dobiju manje glasova i pozivaju birače da glasaju za preostalog. Kandidati HDZ-a svuda su dobili mnogo više glasova. Čička je u izbornoj jedinici u Samoboru "do nogu" potukao kandidat HDZ-a Martin Sagner, glumac poznat po liku Dudeka u TV-seriji Gruntovčani.
Druga frakcija, koju vodi Nikola Novaković, nastupa u okviru Koalicije narodnog sporazuma i osvaja dva mandata (stranke su prije prvog kruga među sobom podijelile izborne jedinice), a kasnije im se pridružio Josip Pankretić, koji je izabran kao nezavisni kandidat.
Godine 1992. na izborima za Zastupnički dom Sabora HSS osvaja tri mandata.
Na izborima za Zastupnički dom 29. listopada 1995. nastupa u koaliciji nazvanoj "Novi Sabor" s četiri manje stranke: HSLS, IDS, HKDU i SBHS. Koalicijska lista osvaja 18,3 posto glasova (u dijelu izbora po proporcionalnom sustavu) i 18 saborskih mandata, od čega HSS dobiva 10.
Slična koalicija formirana je za izbore 3. siječnja 2000.: HSS, IDS, LS, HNS i ASH. Koalicija osvaja ukupno (u deset izbornih jedinica) 16 posto glasova i 24 mandata, od toga HSS 16.
Ta je koalicija imala dogovor o poslijeizbornoj suradnji s drugom koalicijom koju su činili SDP i HSLS, pa nakon izbornog uspjeha sastavljaju Vladu šest stranaka, na čelu s Ivicom Račanom. Iz HSS-a u Vladi su četvorica: Ante Simonić je potpredsjednik vlade, Božidar Pankretić ministar poljoprivrede i šumarstva, Željko Pecek ministar obrta, malog i srednjeg poduzetništva, te Vladimir Strugar ministar prosvjete i športa. Zlatko Tomčić postaje predsjednik Sabora.
Na lokalnim izborima 2001. godine HSS nastupa samostalno u većini sredina i ostvaruje odlične rezultate te nakon formiranja Vlasti dobiva 8 župana (Zagrebačka, Varaždinska, Krapinsko zagorska, Virovitičko podravska, Bjelovarsko Bilogorska, Vukovarsko srijemska, Brodsko posavska i Koprivničko Križevačka) dok u još velikom broju županija sudjeluje u koalicijkoj Vlasti s SDP-om. Na tim izborima HDZ je izjednačen s HSS-om po broju župana dok SDP dobiva 2 župana i gradonačelnika Zagreba, HSLS 1, IDS 1.
Na izborima 23. studenoga 2003. godine HSS nastupa samostalno. Osvaja 7,3 posto glasova i 10 zastupničkih mandata, što je znatno nazadovanje u odnosu na 1995. i 2000. godine. Na izborima pobjeđuje HDZ i osniva vladu, a HSS prelazi u oporbu.
Na lokalnim izborima 2005. godine HSS potpisuje koalicijski sporazum sa SDP-om te osvaja 4 župana (Zagrebačka, Krapinsko zagorska, Bjelovarsko Bilogorska i Koprivničko Križevačka)
Nakon promjene stranačkog vodstva i izbora Josipa Friščića za predsjednika HSS-a, HSS sklapa predizbornu koaliciju s Hrvatskom socijal liberalnom strankom te na parlamentarnim izborima 2007., godine koalicija HSS-HSLS osvaja 8 mandata (od toga HSS 6 zastupnika a HSLS 2 zastupnika)što je dosta lošiji rezultat s obzirom na to da su u prošlom sazivu te dvije stranke zajedno imale 12 zastupnika. Nakon sklapanja koalicije s HDZ-om HSS dobiva 2 ministra u Vladi Ive Sanadera i dopredsjednika Sabora, ministar poljoprivrede, ribarstva i ruralnog razvoja postaje Božidar Pankretić, ministar turizma Damir Bajs a dopredsjednik Sabora Josip Friščić, dok koalicijski partner HSLS dobiva mjesto dopredsjednika Vlade.
Nakon ostavke Ive Sanadera, Vladu formira ponovno HDZ ali s Jadrankom Kosor na čelu te HSS gubi mjesto ministra poljoprivrede ali dobiva mjesto potpredsjednika Vlade koji obavlja i dužnost ministra regionalnog razvoja, i zadržava mjesto ministra turizma.
Stranka je dobila još dva župana, prvog u Dubrovačko neretvanskoj nakon pristupanja Mire Buconjić i Stipe Gabrića te u Varaždinskoj gdje je HSS u koaliciji s HDZ-om i preslagivanjem u skupštini dobio mjesto župana.
Stranka je dočekala lokalne izbore 2009. godine s ukupno 5 župana.
Na lokalnim izborima 2009. godine HSS postiže lošije rezultate te osvaja župane u Zagrebačkoj, Koprivničko križevačkoj i Bjelovarskoj županiji što je dotada najlošiji rezultat u broju župana iz redova HSS-a.
Na Parlamentarnim izborima 2011. godine stranka doživljava izborni fijasko i osvaja samo jedno zastupničko mjesto i to u 2. izbornoj jedinici, mandate nisu osvojili dotadašnji ministri Božidar Pankretić i Damir Bajs kao ni dotadašnja zastupnica Marijana Petir, jedino je tadašnji predsjednik stranke Josip Friščić uspio ući u Sabor.
Na Parlamentarnim izborima 2015. godine stranka sudjeluje kao dio Domoljubne koalicije i osvaja jedno zastupničko mjesto i to u 2. izbornoj jedinici, mandat je osvojio predsjednik stranke Branko Hrg. Dne 5. veljače 2016. godine, sukladno Aneksu sporazuma s HDZ-om, HSS dobio je i drugoga zastupnika u Saboru, Davora Vlaovića. Na izvanrednim izborima za Hrvatski sabor 11. rujna 2016. godine u sklopu Narodne koalicije HSS osvaja pet zastupničkih mjesta (Stjepan Kožić, Ana-Marija Petin, Davor Vlaović, Željko Lenart i Krešo Beljak). Nakon izbora HSS je, 20. rujna 2016. godine, dao podršku HDZ-u za sastavljanje Vlade, čime se dogodio rijetko viđeni obrat u hrvatskoj politici, ali ne ulazi u HDZ-ovu Vladu.
U svibnju 2020. godine HSS je na izbore za Hrvatski sabor izašao u okviru Restart koalicije s lijevim strankama, a na čelu sa SDP-om.

#### Parlamentarni izbori
U sljedećoj tablici dat je prikaz svih izbornih rezultata za Hrvatski sabor. Kolone "Glasova" i "Postotak" uključuju zbroj glasova koju su osvojeni u koaliciji u kojoj je HSS sudjelovao, a "Zastupničkih mjesta" uključuje samo broj HSS-ovih zastupnika uključujući i one iz redova nacionalnih manjina.
| Izbori | U koaliciji sa       | Broj birača        | %                  | Broj zastupnika u saboru | Promjena   | Dio Vlade?    |
| Izbori | U koaliciji sa       | (cijela koalicija) | (cijela koalicija) | (samo HSS)               | (samo HSS) | (samo HSS)    |
| ------ | -------------------- | ------------------ | ------------------ | ------------------------ | ---------- | ------------- |
| 1990.  | KNS                  | 439.372            | 15,30              | 3 / 356                  | 3          | Oporba        |
| 1992.  |                      | 111.869            | 4,25               | 3 / 138                  | ▬          | Oporba        |
| 1995.  | HNS-IDS–HKDU–SBHS    | 441.390            | 18,26              | 10 / 127                 | 7          | Oporba        |
| 2000.  | HNS–IDS–LS–ASH       | 432.527            | 14,70              | 17 / 151                 | 7          | Vlada         |
| 2003.  |                      | 177.359            | 7,20               | 10 / 152                 | ▼ 7        | Oporba        |
| 2007.  | HSLS-PGS             | 161.814            | 6,53               | 4 / 153                  | ▼ 6        | Vlada         |
| 2011.  |                      | 71.450             | 3,04               | 1 / 151                  | ▼ 5        | Oporba        |
| 2015.  | Domoljubna koalicija | 771.070            | 34.64              | 1 / 151                  | =          | Potpora vladi |
| 2016.  | Narodna koalicija    | 636,964            | 33.47              | 5 / 151                  | 4          | Oporba        |
| 2020.  | Restart koalicija    | 414.615            | 24,87              | 2 / 151                  | ▼ 3        | Oporba        |
| 2024.  | Rijeke pravde        | 538.748            | 25,40              | 1 / 151                  | ▼ 1        | Oporba        |

#### Predsjednički izbori
| Izbori | Kandidat                                    | Prvi krug                                   | Prvi krug                                   | Drugi krug                                  | Drugi krug                                  | Rezultat                                    |
| Izbori | Kandidat                                    | Broj glasova                                | %                                           | Broj glasova                                | %                                           |                                             |
| ------ | ------------------------------------------- | ------------------------------------------- | ------------------------------------------- | ------------------------------------------- | ------------------------------------------- | ------------------------------------------- |
| 2000.  | Stjepan Mesić                               | 1,100,671                                   | 41.11% (#1)                                 | 1,433,372                                   | 56.01% (#1)                                 | Pobjeda                                     |
| 2005.  | Stjepan Mesić                               | 1,089,398                                   | 48.92% (#1)                                 | 1,454,451                                   | 65.93% (#1)                                 | Pobjeda                                     |
| 2010.  | nisu imali kandidata, niti su koga podržali | nisu imali kandidata, niti su koga podržali | nisu imali kandidata, niti su koga podržali | nisu imali kandidata, niti su koga podržali | nisu imali kandidata, niti su koga podržali | nisu imali kandidata, niti su koga podržali |
| 2015.  | Kolinda Grabar-Kitarović                    | 665,379                                     | 37.22% (#2)                                 | 1,111,945                                   | 50.74% (#1)                                 | Pobjeda                                     |
| 2020.  | Zoran Milanović                             | 562,783                                     | 29.55% (#1)                                 | 1,034,170                                   | 52,66% (#1)                                 | Pobjeda                                     |
| 2025.  | Zoran Milanović                             | 797,938                                     | 49,09% (#1)                                 | 1,122,859                                   | 74,68 (#)                                   |                                             |

#### Izbori za europski parlament
| Izbori | U koaliciji sa         | Broj birača        | %                  | Broj zastupnika u EP-u | Promjena   |
| Izbori | U koaliciji sa         | (cijela koalicija) | (cijela koalicija) | (samo HSS)             | (samo HSS) |
| ------ | ---------------------- | ------------------ | ------------------ | ---------------------- | ---------- |
| 2013.  | HSLS                   | 28.646             | 3,86               | 0 / 12                 | ▬          |
| 2014.  | Domoljubna koalicija   | 381,844            | 41.42              | 1 / 11                 | 1          |
| 2019.  | Amsterdamska koalicija | 55.829             | 5,19               | 0 / 12                 | ▼1         |

DIP

### HSS danas

#### Hrvatski sabor
Hrvatska seljačka stranka ima jednoga zastupnika u Hrvatskom saboru, a on je Krešo Beljak.
Europski parlament
Hrvatska seljačka stranka trenutačno nema niti jednoga zastupnika u Europskom parlamentu.

#### Regionalna samouprava
Na županijskoj razini ima 46 vijećničkih mjesta.

#### Lokalna samouprava
Gradonačelnici:
1. Duga Resa – Tomislav Boljar

+ 9 zamjenika gradonačelnika
Načelnici:
Na čelu je 12 općine.
Na lokalnoj razini ima 253 vijećničkih mjesta.

## Predsjednici HSS
Od predsjednika HSS-a čak su trojica vršili svoju dužnost do smrti: Stjepan Radić umro je od posljedica atentata, a Vladko Maček i Juraj Krnjević do prirodne smrti.
1. Stjepan Radić (1904. – 1928.)
2. Vladko Maček (1928. – 1964.)
3. Juraj Krnjević (1964. – 1988.)
4. Josip Torbar (1988. – 1991.), predsjedatelj Središnjeg odbora HSS-a u inozemstvu
5. Drago Stipac (1991. – 1994.)
6. Zlatko Tomčić (1994. – 2005.)
7. Josip Friščić (2005. – 2012.)
8. Branko Hrg (2012. – 2016.)
9. Krešo Beljak (2016. – danas)

U razdoblju od 1989. do 1991. godine, kako je gore opisano, naslov predsjednika HSS-a nosili su Nikola Novaković (1989. – 1991.) i Ivan Zvonimir Čičak (1990. – 1991.), neko vrijeme uspotredno u dvije frakcije. Osim toga postojale su skupine koje nisu priznavale nijednoga, i vodstvo HSS-a u emigraciji. Tako oni nisu bili predsjednici HSS-a u pravom smislu.

## Počasni predsjednici
- Drago Stipac[43][44] (1994. – 1995.)
- Josip Torbar[45] (1996. – 2013.)
- Stjepan Radić[46] (2002. – 2010.)
- Neda Prpić Gamiršek[47] (2010. – 2015.)

## Glasila
HSS-ova glasila i glasila naklonjena HSS-u:
- Slobodni dom (Zagreb)
- Hrvatski glasnik (Split)
- Novo doba (Split)
- Hrvatska riječ (Split)
- Obzor
- Dalmatinska Hrvatska (Split)
- Neven (Subotica)
- Narodni val (Zagreb)
- Narodni glas čovječnosti, pravice i slobode (Zagreb)
- Croatia: Croatian Political Newspaper (Ženeva)
- Hrvatski glas (Croatian voice) (Winnipeg)
- Svijest: glasilo bosansko-hercegovačkih i sandžačkih Hrvata muslimana u iseljeništvu
- Hrvatska riječ: list hrvatskih radnika u slobodnoj Europi
- Slobodna Hrvatska (La Croacia libre) (Buenos Aires)
- Hrvatska istina (Australija)
- Slobodni dom (Australija)
- H. S. S. (Cleveland)
- Hrvatski dom (Koprivnica)
- Glas mladih (Koprivnica/Zagreb)

## Slogani, krilatice, pozdravi
- Vjera u Boga i seljačka sloga!
- Republika mira i rada - narod sobom nek' vlada!
- Republika svemu svijetu dika!